# 超人大陸
超人大陸（ちょうじんたいりく）は、ウェブサイトのひとつである。動画を中心とした情報を配信している。

## 概要
「既存メディアが伝えないことを伝える」インターネットTV。
出演者が正面から視聴者に発言する形の動画が多く、現在は現職、または元・前国会議員などの出演を中心とした政治色が強い（全体の半数以上を占める）。その他には官僚、医師、武道家など一般人も出演する。
捕鯨問題にも関わっており、最新の反捕鯨団体による調査捕鯨船妨害映像や水産庁関係者のメッセージ映像を配信している。

## 運営
2006年1月からスタートしたサイトであるが、1年内で大幅に内容、出演者、デザイン等が変わっており、今後どうなっていくかの予測がつけづらいサイトである。現職副大臣（2006年12月28日に行政改革担当大臣に就任と発表）の渡辺喜美のレギュラー出演に加え、最近は民主党幹事長鳩山由紀夫、同党代表代行菅直人、社民党党首福島瑞穂、国民新党代表代行亀井静香の出演などトップ級が出演するようになった。
2006年12月6日号では、現職大臣（内閣府特命担当大臣）である高市早苗の出演が実現した。その後も副大臣などの出演が目立つ。
その他著名な政治家として小池百合子、野田聖子、佐藤ゆかり、片山さつきらが出演。政治家以外では林葉直子、草野満代などが出演した。
また、2007年4月の東京都知事選挙を前に、候補である黒川紀章、浅野史郎、吉田万三が出演した。
その後黒川紀章は「政治への挑戦」というタイトルで2007年8月29日号までほぼ隔週レギュラー出演していた（2007年10月12日心不全により逝去）。
2007年7月4日号では、参院選を前に自民党幹事長（当時）である中川秀直が出演した。
2007年8月29日号から国土交通省を主体とした危機管理コンテンツを配信している。
2008年初頭から「海の王国」という灯台関係者・機関士・船長・ライフセーバーといった海に携わる者達を中心としたコンテンツを開設した。（現在は閉鎖）
2009年9月21号では、『PLAYBACK』として鳩山由紀夫内閣10名の過去出演分を配信した。
2010年はみんなの党、たちあがれ日本など各新党の記者会見、及び代表者への取材を積極的に行っている。
（肩書きはすべて当時のもの）

## 手法
上述のように、インタビュアーを介さない政見放送のような視聴者に語りかける画面構成が多い。